# تاريخ تونس تحت الحكم الفرنسي

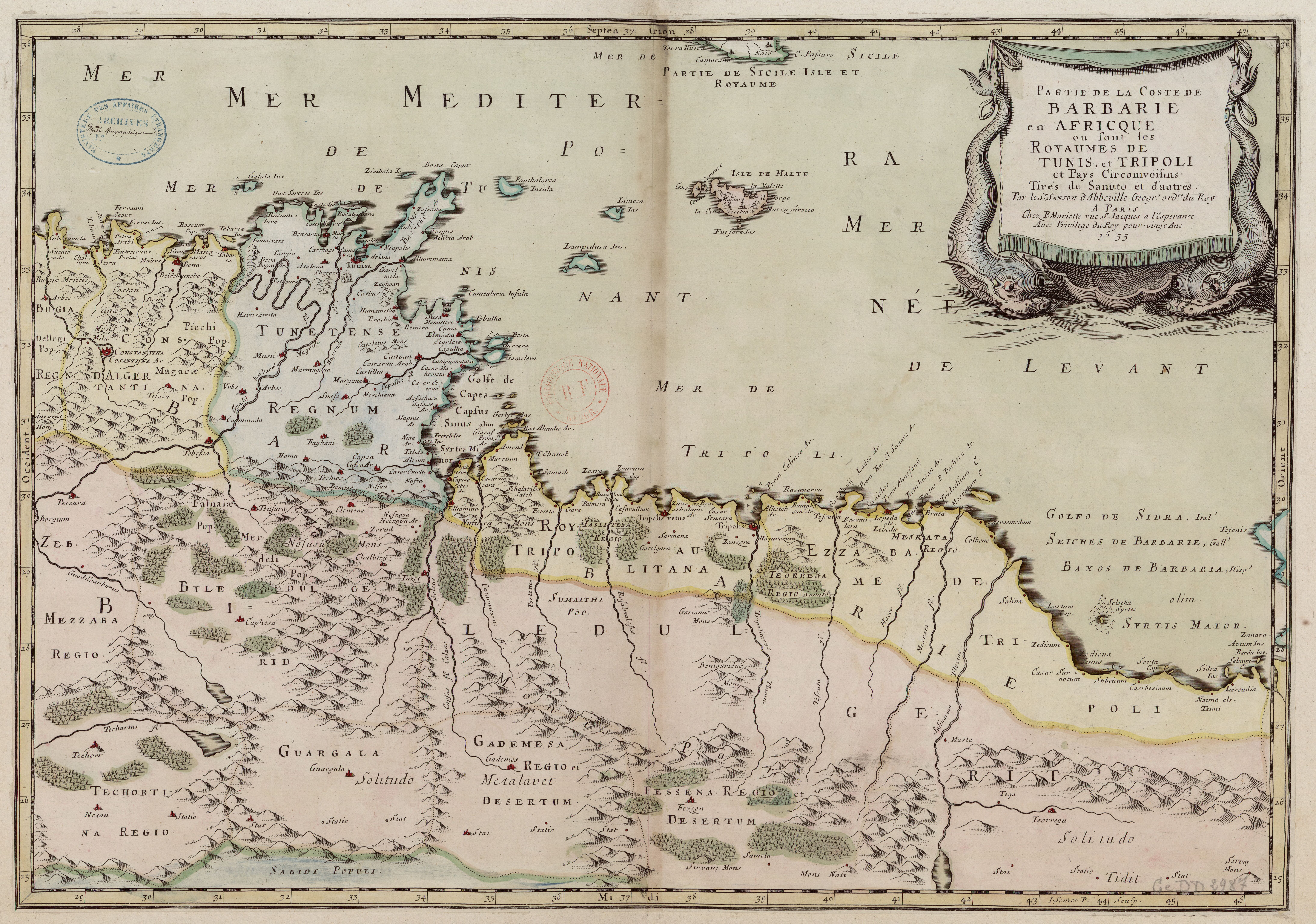

بدأ التاريخ التونسي تحت الحكم الفرنسي في عام 1881 بفرض الحماية الفرنسية في تونس وانتهى في عام 1956 بإعلان استقلال تونس. جاء التواجد الفرنسي في تونس بعد خمسة عقود تالية للاحتلال الفرنسي لدولة الجزائر المجاورة. ارتبطت كلا الدولتين بالدولة العثمانية لمدة ثلاثة قرون، إلا أن كلاهما قد حصل على استقلاليته السياسية لوقت طويل. قبل الوصول الفرنسي، كان الباي التونسي قد بدأ عملية إصلاحات حديثة، لكن الصعوبات المالية تزايدت، مما أدى إلى الدين. ثم استولت لجنة من الدائنين الأوربيين على الموارد المالية. بعد الغزو الفرنسي لتونس، تحملت الحكومة الفرنسية التزامات تونس الدولية. وتولت فرنسا العديد من التطويرات والتحسينات الكبيرة في العديد من المجالات، والتي تضمنت النقل، والبنية التحتية، والصناعة، والنظام التمويلي والصحة العامة، والإدارة، والتعليم. وبالرغم من أن هذه التطورات كانت موضع ترحيب، إلا أن الأعمال التجارية الفرنسية والمواطنين الفرنسيين كانوا محل تفضيل مقارنة بنظائرهم التونسيين. وعبروا عن حسهم الوطني القديم مبكرًا عن طريق الخطابات والمطبوعات؛ ولاحقًا عبر المنظمات السياسية. وكانت الحركة الاستقلالية نشطة قبل الحرب العالمية الأولى، واستمرت في اكتساب القوة ضد المعارضة الفرنسية المختلطة. وتحقق هدفها الأساسي عام 1956.

## النظام الفرنسي
يقدم هذا الجزء بدء الحماية وتاريخها المبكر، ويتضمن ذلك الملامح المؤسسية والإنجازات الاقتصادية والإصلاحات. «عامة، لم تظهر الأجزاء المستقرة والحضرية التونسية ترحيبًا بالحماية الفرنسية في الفترة السابقة للحرب العالمية الأولى.» ويُلخص أيضًا التكوينات السياسية المتغيرة المسيطرة بشكل مختلف في متروبوليتان فرنسا.

### التأسيس
مبدئيًا، كانت إيطاليا أكثر الدول الأوروبية اهتمامًا بضم تونس إلى منطقة نفوذها. وكان الدافع الإيطالي القوي مُستمدًا من العدد الكبير من المواطنين المقيمين بتونس بالفعل، والاستثمارات التجارية المقابلة، نظرًا لموقعها الجغرافي القريب من إيطاليا. إلا أنه في الضمير الوطني البارز للحكومة الإيطالية المُوحدَة حديثًا (1861)، لم يكن تأسيس مستعمرة محكومة بشكل مباشر أولوية عليا للأجندة السياسية.
وكانت تونس أيضًا محل اهتمام لفرنسا التي استحوذت على الجزائر المجاورة لتونس، ومن بعدها بريطانيا التي استحوذت على جزيرة مالطا الصغيرة قبالة سواحلها. أرادت بريطانيا أن تتجنب التحكم المنفرد في جانبي مضيق صقلية. أثناء الفترة من 1871 حتى 1878، تحالفت فرنسا مع بريطانيا للحد من النفوذ الإيطالي السياسي. إلا أنه في أغلب الأحيان كان هذان البلدان في منافسة حادة. «لمعظم فترة ولايتهما (بدأ كلاهما في 1855) تنافس ريتشارد وود قنصل بريطانيا وليون روش قنصل فرنسا بشراسة مع بعضهما البعض للفوز اقتصاديًا وسياسيًا بتونس».
عُقد مؤتمر برلين في عام 1878 لمناقشة الدولة العثمانية، رجل أوروبا المريض، بعد هزيمتها الحاسمة من روسيا، مع التركيز على حيازتها البلقانية المتبقية. وفي المؤتمر، كانت الترتيبات مفهومة أيضًا، على سبيل المثال في ألمانيا وبريطانيا، واللتان سمحتا بالدمج الفرنسي لتونس. ووُعدَت إيطاليا بطرابلس التي أصبحت ليبيا. ودعمت بريطانيا النفوذ الفرنسي في تونس مقابل حمايتها لقبرص (التي اشترتها حديثًا من الدولة العثمانية)، والتعاون الفرنسي بشأن الثورة العرابية بمصر. في تلك الأثناء، وعلى الرغم من شراء إحدى الشركات البريطانية خط السكة الحديد تونس-حلق الوادي-المرسى؛ إلا أن الاستراتيجية الفرنسية عملت على التحايل على هذه المشكلة وغيرها من المشاكل التي خلقتها المستعمرة الكبيرة للتونسيين الإيطاليين. وفشلت محاولات التفاوض الفرنسية المباشرة مع الباي حول دخول تونس. انتظرت فرنسا، وبحثت عن أسباب لتبرير توقيت الهجوم الوقائي، الذي تعتزم عليه الآن. وأطلق الإيطاليون على هذا الهجوم صفعة تونس.
في شمال غرب تونس، أطلقت قبيلة الخمير هجمات عرضية على القرى المحيطة. وفي ربيع 1881 قاموا بالهجوم عبر الحدود إلى الجزائر الفرنسية. ردت فرنسا بغزو تونس، وأرسلت جيشًا مكونًا من 36,000 جنديًا. ونُفذ تقدمهم إلى تونس بشكل سريع. وأُجبر الباي سريعًا على التصالح مع الغزو الفرنسي للبلاد في السلسلة الأولى من المعاهدات. اشترطت هذه الوثائق على الباي الاستمرار كرئيس للدولة، لكنها منحت الفرنسيين سلطة فعالة على جزء كبير من حكم تونس، وكان ذلك على هيئة الحماية الفرنسية على تونس.
في ظل مطامعها الأساسية في تونس، احتجت إيطاليا لكنا لم تخاطر بخوض مواجهة مع فرنسا. وبالتالي أصبحت تونس بشكل رسمي خاضعة للحماية الفرنسية في 12 مايو من عام 1881، عندما وقع الحاكم صادق باي (1859 – 1882) في قصره على معاهدة باردو (معاهدة القصر السعيد). لاحقًا وفي عام 1883 وقع شقيقه ووريثه عليّ باي اتفاقية المرسى. واستمرت مقاومة القوات الشعبية المستقلة في الجنوب لمدة ستة أشهر أخرى بتشجيع من العثمانيون في طرابلس، واستمر وضع عدم الاستقرار لعدة أعوام.
بول كامبون، وهو أول وزير مقيم (لُقب بعد عام 1885 بالجنرال المقيم) للحماية الفرنسية، وصل في عام 1882. وتولى منصب وزير الشئون الخارجية لمكتب الباي وفقًا للاتفاقات، بينما تولى القائد العام للقوات الفرنسية منصب وزير الحرب. وعاجلًا، أصبح رجل فرنسي آخر المدير العام للشئون المالية. وتوفي صادق باي في غضون عدة أشهر. أراد كامبون تأكيد نزع الصفة الرسمية للسيادة العثمانية بشكل كامل في تونس. ووافق العثمانيون مسبقًا على الرضوخ. وبالتالي، صمم كامبون ونسق حفل انضمام على باي (1882 – 1902). وصاحبه كامبون بنفسه من محل إقامته في المرسى إلى قصر باردو حيث عينه كامبون بمنصب الباي الجديد باسم فرنسا.

## السياسات التونسية
فيما يتعلق بشكل رئيسي بالوضع الراهن وبالعقود الأولى للحماية الفرنسية، استمرت العوامل السياسية التي نوقشت هنا طوال فترة الحكم الفرنسي في تونس. إلا أن قواهم النسبية من واحدة إلى أخرى تغيرت بشكل ملحوظ بمرور الزمن.
عند تقييم الأهمية الكبيرة للعصر الفرنسي في تونس، قد يكون أحد الأسباب المفسرة لذلك هو كبر عدد الأوربيين الذين أصبحوا مقيمين بشكل دائم في البلاد. وعند المقارنة بالدولة العثمانية، التي استقر منها بضعة عشرات الآلاف فقط من إمبراطوريتهم في تونس، فإن الفرنسيين وحلفاءهم الإيطاليين قد استقر منهم مئات الآلاف.

### السياسة الفرنسية
بالرغم من تقديم الفرنسيين لجبهة موحدة في كثير من الأحيان، لكنهم داخليًا قد اصطحبوا معهم انقساماتهم الوطنية طويلة الأمد إلى شمال أفريقيا. وبالرغم من هذه النزاعات، إلا أن العديد من اليسار السياسي والكنائس المسيحية وافقت لاحقًا على التعاون لنشر «مزايا» الثقافة الفرنسية في إفريقيا وآسيا. ومع ذلك، استمرت معارضة مناهضة للاستعمار. وفي عام 1935 تأسف ألبيرت ساروت عن بقاء معظم الفرنسيين غير مبالين بشأن المستعمرات. تكون نظام طبقي في تونس: أتت مشاريع الحكومة الفرنسية في المرتبة الأولى، وتبعتها مصالح المستعمرين الفرنسيين. وكان المستوطنون الإيطاليون الأكثر عددًا منافسين للفرنسيين والذين أصبحوا حلفاءً لهم في وقت لاحق، لكنهم ظلوا مُميَزين. اليهود التونسيون، والعديد من الأسر المقيمة منذ العصور القديمة، وآخرون من المهاجرين الجدد نسبيًا من إيطاليا، غالبًا ما كانوا يشغلون مناصب غير مستقرة بين العادات المحلية القائمة والحداثة الأوروبية الجديدة. ولاحظ غالبية التونسيين المسلمين نظام المحتل الفرنسي بعناية. وتميزوا بموقفهم من السياسات الفرنسية، سواء كمساهمين مقتنعين، أو محايدين، أو معارضين، أو فيما بعد كمعارضين سياسيين.
في ظل النظام الفرنسي، شُجعت مجموعة متنوعة من الأنشطة. أرسلت الكنيسة المبشرين، الذين وجهتهم الكاتدرائية الجديدة في تونس، ليتجهوا جنوبًا عبر الصحراء إلى ما أصبح أفريقيا الفرنكوفونية السوداء حيث تم تأسيس العديد من المجتمعات التبشيرية. ومع ذلك، فإن المؤتمر القرباني الذي عُقد في تونس عام 1930 قد وجه انتقادات علنية للمسلمين. جندت مشاريع الحماية المهندسين المدنيين ومخططي المدن الذين طوروا التصميمات التي بُنيَت منها العديد من التحسينات العامة. ولبت هذه الخدمات احتياجات المجتمع من المياه، والاتصالات، والصحة، والصرف الصحي، والسفر والنقل. وعُززَت الراحة المدنية. وتضاعفت الفرص الاستثمارية والتجارية.
أعربت الجماهير التونسية عن تقديرها لإدخال هذه التحسينات، لكنهم لاحظوا المزايا التي منحتها الحماية للقادمين الجدد من الأوروبيين. بدأ قادة المجتمع في النداء للفضائل العامة للدولة الفرنسية والتي تنسبها إلى نفسها، على سبيل المثال، حقوق الإنسان، وذلك من أجل الحصول على المساواة في المعاملة مع المستعمر الفرنسي. لكن في البداية، أدت هذه النداءات في كثير من الأحيان إلى خيبة الأمل، وزادت هذه الإحباطات، لدرجة أن العديد من التونسيين تحولوا إلى التهكم فيما يتعلق بادعاءات الحماية. نشأت الحركات الجماهيرية. ومع ذلك لم يكن كافة المسؤولين الفرنسيين غير متجاوبين. منذ البداية، كانت الطبيعة الأساسية للمشروع الاستعماري موضع خلاف. أُقترِح أسباب و/أو مبررات مختلفة خلال فترة الحماية كتفسيرها ذاتي: للإيرادات والموارد الطبيعية، أو لأسواق التصدير، أو للتوسع الثقافي والهيبة الوطنية، أو للفرص الوظيفية ووظائف المستعمرين القادمين، أو كحدود للجيش. كان من الممكن للسياسة الفرنسية، وفي محاولة لإرضاء مثل هذه المجموعة المتنوعة من الأسباب المنطقية، أن تحول التركيز من سبب إلى آخر، وغالبًا ما يعتمد ذلك على المسؤول الفرنسي الذي اتخذ الخيارات والظروف الحالية. كنتيجة طبيعية، لم تكن السياسة الفرنسية متسقة دائمًا مع مرور الوقت. خلال العقود الأخيرة من الحماية، سعى المسؤولون الفرنسيون المحليون المتزايدون أيضًا إلى تلبية احتياجات الشعب التونسي وشكاويهم ومطالبهم بصورة أفضل. في العديد من القضايا، كانت مواجهة الحماية بأهدافها المتناقضة، ونزاعاتها السياسية الكامنة، أمرًا وارد الحدوث، مما أدى إلى صعوبة اتخاذ القرارات أو المفاوضات.